# 210
210（二百十、にひゃくじゅう）は自然数、また整数において、209の次で211の前の数である。

## 性質
- 210は合成数であり、約数は1, 2, 3, 5, 6, 7, 10, 14, 15, 21, 30, 35, 42, 70, 105, 210である。
  - 約数の和は576。
  - 49番目の過剰数である。1つ前は208、次は216。
    - 約数の和が平方数になる11番目の数である。1つ前は170、次は214。

  - 約数を16個もつ3番目の数である。1つ前は168、次は216。
- 210 = 1 + 2 + 3 + 4 + 5 + 6 + 7 + 8 + 9 + 10 + … + 19 + 20
  - 20番目の三角数である。1つ前は190、次の数は231。
    - 三角数が過剰数になる5番目の数である。1つ前は120、次は276。(オンライン整数列大辞典の数列 A074315)
    - 三角数がハーシャッド数になる12番目の数である。1つ前は190、次は300。
    - 三角数において各位の和も三角数になる15番目の数である。1つ前は190、次は231。(オンライン整数列大辞典の数列 A062099)
- 210 = 3 + 36 + 171 = 21 + 36 + 153
  - 3つの異なる三角数の和で表せる13番目の三角数である。1つ前は190、次は231。(オンライン整数列大辞典の数列 A112353)
- 12番目の五角数である。1つ前は176、次の数は247。
  - 210 = 12 + 13 + 14 + 15 + 16 + 17 + 18 + 19 + 20 + 21 + 22 + 23
  - 五角数が三角数になる2番目の数である。1つ前は1、次は40755。
  - 五角数がハーシャッド数になる6番目の数である。1つ前は117、次は247。
- 7番目の五胞体数である。1つ前は126、次は330。
  - 210 = 7 × 8 × 9 × 10/1 × 2 × 3 × 4
- 210 = 14 × 15
  - 14番目の矩形数である。1つ前は182、次は240。
  - 三角数かつ矩形数である2番目の数である。1つ前は6、次は7140。
- 210 = 141 + 142 = 152 − 151
  - 14の自然数乗の和とみたとき1つ前は14、次は2954。
- 210 = 2 + 4 + 6 + 8 + 10 + 12 + 14 + … + 26 + 28
- 210 = 2 × 3 × 5 × 7
  - p4# で表される4番目の素数階乗数である。1つ前は30、次は2310。
  - 最小の四素合成数である。次は330。(オンライン整数列大辞典の数列 A046386)
- 210 = 5 × 6 × 7
  - 3連続整数の積で表せる数である。1つ前は120、次は336。
- 64番目のハーシャッド数である。1つ前は209、次は216。
  - 3を基とする9番目のハーシャッド数である。1つ前は201、次は300。
  - 四素合成数がハーシャッド数になる最小の数である。次は330。
- 2102 + 1 = 44101 であり、n 2 + 1 が素数になる37番目の数である。1つ前は206、次は224。
- 210 = 63 − 6
  - n = 7 のときの n!/4! の値とみたとき1つ前は30、次は1680。(オンライン整数列大辞典の数列 A001720)
- 1/210 = 0.0047619… (下線部は循環節で長さは6)
  - 逆数が循環小数になる数で循環節が6になる35番目の数である。1つ前は208、次は224。
- 三角関数では sin 210° = − 1/2 , cos 210° = − √3/2 , tan 210° = 1/√3 。また 210° = 7π/6 rad 。
- 各位の立方和が平方数になる24番目の数である。1つ前は202、次は213。(オンライン整数列大辞典の数列 A197039)
- 1桁の自然数を降順に並べてできる19番目の数である。ただし0を含めた場合には20番目である。1つ前は98、次は321。(オンライン整数列大辞典の数列 A138142)
- 3つの整数を降順に並べてできる最小の数である。次は321。(オンライン整数列大辞典の数列 A127424)
- 210 = 42 + 52 + 132 = 52 + 82 + 112
  - 3つの平方数の和2通りで表せる49番目の数である。1つ前は204、次は211。(オンライン整数列大辞典の数列 A025322)
  - 異なる3つの平方数の和2通りで表せる31番目の数である。1つ前は203、次は213。(オンライン整数列大辞典の数列 A025340)
- 異なる4つの平方数の和8通りで表せる最小の数である。次は222。(オンライン整数列大辞典の数列 A025383)
  - 異なる4つの平方数の和 n 通りで表せる最小の数である。1つ前の7通りは190、次の9通りは286。(オンライン整数列大辞典の数列 A025417)
- 4つの平方数の和14通りで表せる最小の数である。次は258。
  - 4つの平方数の和 n 通りで表せる最小の数である。1つ前の13通りは234、次の15通りは346。(オンライン整数列大辞典の数列 A025416)
- パスカルの三角形(二項係数)に6回出現する2番目の数である。1つ前は120、次は1540。(オンライン整数列大辞典の数列 A098565)
  - 最大回数出現する数は3003の8回と予想されている。(シングマスター予想)
- n = 2 のときの n と 5n を並べてできる数である。1つ前は15、次は315。(オンライン整数列大辞典の数列 A019553)
- n = 210 のとき n と n − 1 を並べた数を作ると素数になる。n と n − 1 を並べた数が素数になる26番目の数である。1つ前は208、次は214。(オンライン整数列大辞典の数列 A054211)
- 約数の和が210になる数は2個ある。(104, 116) 約数の和2個で表せる21番目の数である。1つ前は186、次は264。

## その他 210 に関連すること
- 西暦210年
- 紀元前210年
- 二百十日：立春から数えて210日目の日（9月1日前後）。台風などの自然災害が起こりやすいといわれる。（ちなみに1923年9月1日には関東大震災が発生している。しかし1923年は立春が2月5日で平年であるため、正確には二百十日は9月2日であった。）
- 年始から数えて210日目は7月29日、閏年では7月28日。
- UFC 210
- 210型潜水艦
- 1985年に東北新幹線・上越新幹線で時速240km運転を始めるまでは、新幹線の最高速度は時速210kmだった。
- 千葉県にある日東交通バスの貸切バスの一部には当て字の"210 Special"のロゴが入る。
- プロ野球のシーズン安打数パ・リーグ記録はイチロー（当時オリックス・ブルーウェーブ）の210本である。
- CHAGE and ASKAがステージで歌う時、ChageとASKAの間隔（正確には2人の使用するマイクスタンドの間隔）は基本的に210cmと決まっている。このことはフジテレビ系『トリビアの泉』の2006年5月31日放送の回でも紹介された。
- 第210代ローマ教皇はピウス2世（在位：1458年8月19日～1464年8月14日）である。
- 20面サイコロの総和に等しい。
- 210形
- 210 × 10−2 = 2.10 は {\displaystyle {\sqrt[{3}]{10}}} の近似値である。(オンライン整数列大辞典の数列 A010582)
- 「アンド・カウント・2・テン」(Turn Around And Count 2 Ten) - デッド・オア・アライヴのシングル、英語のタイトルの一部はtwo ten (2-10、トゥ・テン)。